# Christian Chukwu
Christian Chukwu (Costa de Oro, 4 de enero de 1951-12 de abril de 2025) fue un futbolista y entrenador de fútbol nigeriano que jugaba en la posición de defensa. 

## Carrera

### Club
Jugó toda su carrera con el Enugu Rangers de 1972 a 1981, con el que logró ser campeón nacional en cuatro ocasiones, ganó cuatro títulos de copa y la Recopa Africana 1977.

### Selección nacional
Jugó para Nigeria en nueve ocasiones de 1974 a 1982 y participó en los Juegos Panafricanos de 1978 y en tres ediciones de la Copa Africana de Naciones, siendo campeón en la edición de 1980 en Nigeria.

### Entrenador
| Periodo   | Club          |
| --------- | ------------- |
| 1998      | Kenia         |
| 2002-2005 | Nigeria       |
| 2008-2009 | Enugu Rangers |
| 2010-2011 | Heartland FC  |

## Logros

### Club
- Liga Premier de Nigeria (4): 1974, 1975, 1977, 1981
- Copa de Nigeria (4): 1974, 1975, 1976, 1981
- Recopa Africana (1): 1977

### Selección nacional
- Copa Africana de Naciones (1): 1980

### Individual
- Equipo Ideal de la Copa Africana de Naciones 1980.
- Mejor Jugador de la Copa Africana de Naciones 1980.

### Entrenador
- Copa de Nigeria (1): 2011